# Измайловские провиантские магазины

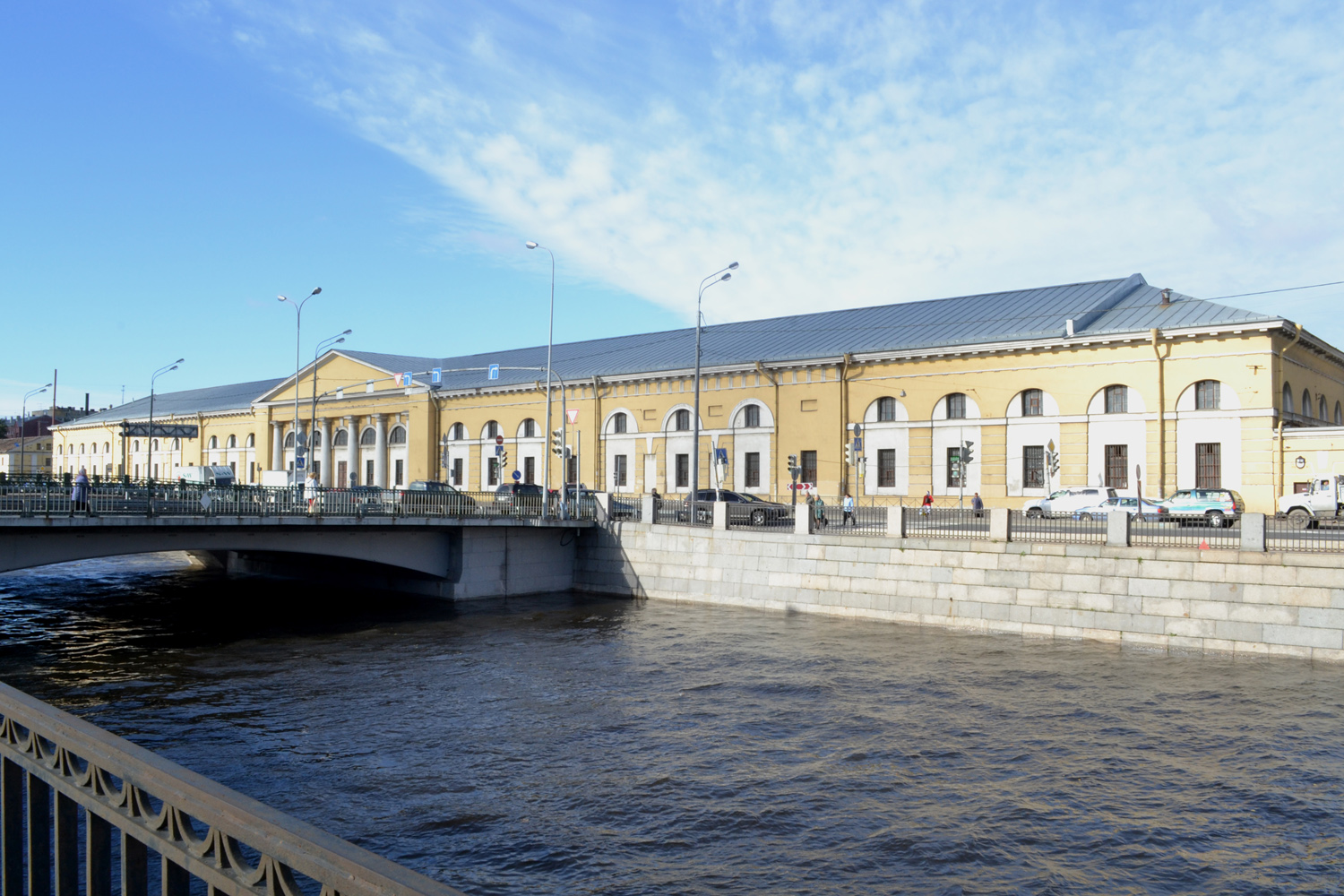
Объединённое здание манежа

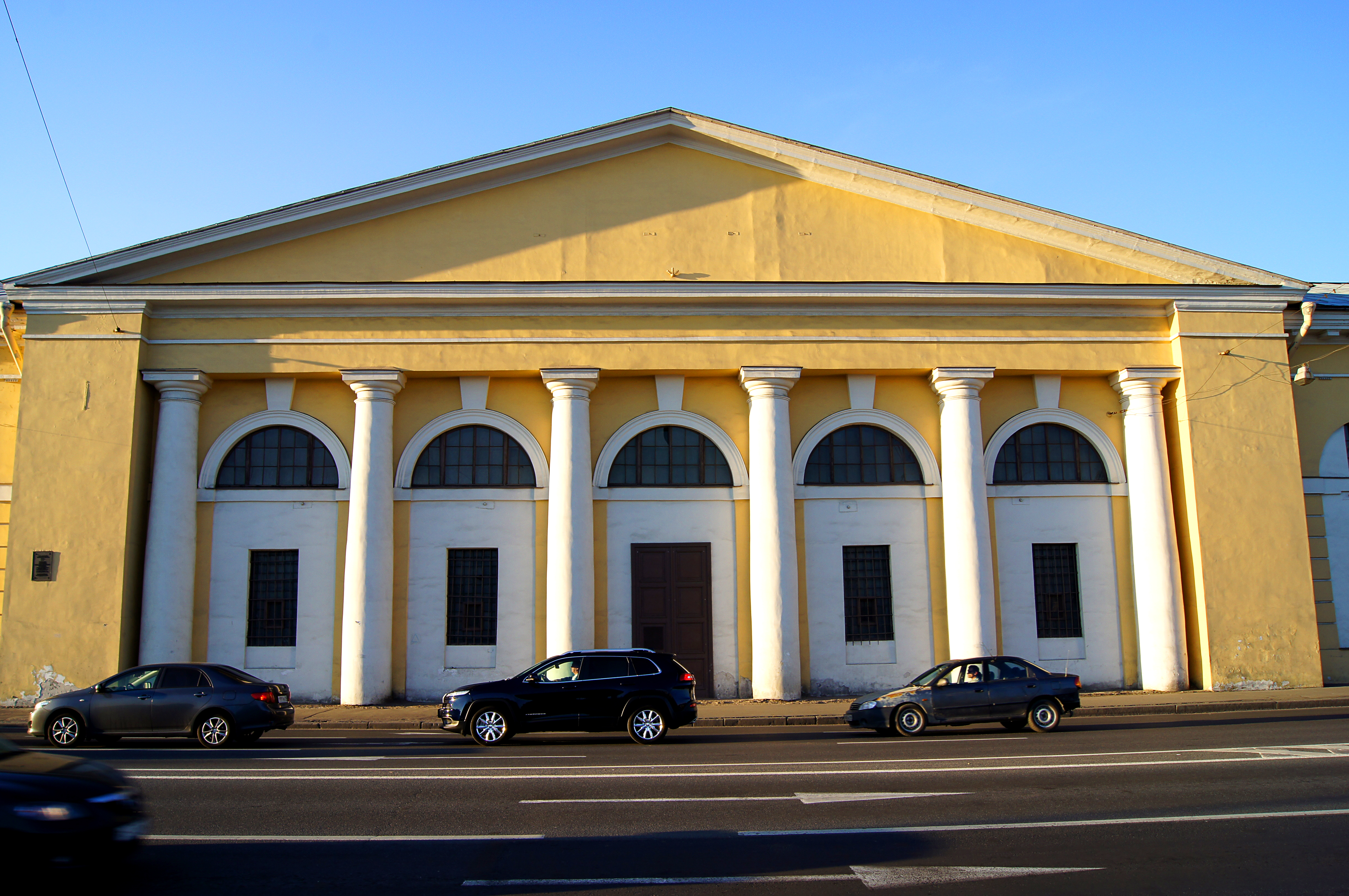
Портик, крупный план

Измайловские провиантские магазины — памятник архитектуры. Расположен в Санкт-Петербурге, современный адрес дома — набережная Обводного канала, 169—173, Лермонтовский проспект, 56.
Прототипом для строения послужили не сохранившиеся Троицкие провиантские магазины. В этом квартале на правом берегу Обводного канала на начало XIX века размещался учебный плац Измайловского полка, «магазейны» (склады) потребовались для нужд лейб-гвардии. Проект складов В. П. Стасова был утверждён 21 января 1819 года, сперва было построено два двухэтажных здания, в 1820—1822 году — ещё два схожих корпуса. Средняя часть каждого из лицевых фасадов выделена гладкими ризалитами, увенчана аттиком. Поверхность между ризалитами и фасадные стены боковых крыльев рустованы. Два здания со стороны Лермонтовского проспекта были объединены в 1915—1916 годах, внешне их объединил шестиколонный трёхчетвертной портик дорического ордера с фронтоном, получившееся здание отдали под манеж Николаевского кавалерийского училища. В остальных корпусах в 1950-х годах прошла внутренняя перепланировка с пробитием новых окон. В 2012 году прошла плановая реставрация.
Благодаря измайловским магазинам набережная Обводного канала на этом участке получила облик, характерный для классицизма.